# Société des auteurs et compositeurs dramatiques (Canada)
 (août 2012).
La Société des auteurs et compositeurs dramatiques (SACD) a été fondée par Caron de Beaumarchais en 1777. Elle compte plus de 48 000 auteurs dont 1 200 membres canadiens, dramaturges, scénaristes, chorégraphes, réalisateurs/trices, metteurs en scène, compositeurs.

## Mission
La SACD n’est ni une entreprise commerciale, ni une société subventionnée par des fonds publics. La SACD a été chargée par ses membres de veiller à leurs intérêts matériels et moraux, notamment en négociant les licences d’exploitation de leurs œuvres avec les chaînes de télévision, les producteurs et les théâtres.
Le répertoire de la SACD est constitué d'œuvres théâtrales, dramatico-musicales, chorégraphiques, circassiennes, télévisuelles, cinématographiques, radiophoniques et interactives.
Au Canada, les auteurs scénaristes et réalisateurs/trices bénéficient d'un système composite : leurs conditions d'engagement et de travail sont régies par les conventions collectives négociées par les syndicats dont ils sont membres et l'exploitation télévisuelle de leurs œuvres est régie par les licences négociées par la SACD notamment avec les radiodiffuseurs conventionnels et spécialisés.
À ce jour, la SACD-Canada a négocié des licences avec Radio-Canada, Télé-Québec, V Interactions, le Groupe TVA (TVA, Addik.tv, Prise 2, LCN, Argent, Illico, Indigo), les Chaînes Télé-Astral (Vrak.TV, Canal D, Super Écran, Canal Vie, Séries +, Historia, Canal Z, Ciné Pop), ARTV et Teletoon. Elle perçoit également des redevances au titre de la retransmission par câble des œuvres de son répertoire, en application d'une entente intervenue avec la société de perception Canadian Retransmission Collective (CRC). 
La SACD répartit aussi à ses membres, les redevances perçues au titre de la copie privée auprès des fabricants et des importateurs de supports de plusieurs pays européens.

## Historique
La SACD-Canada a été représentée par deux fondés de pouvoir de 1936 à 1986. Le premier représentant percevait les droits pour l’exploitation des pièces de théâtre françaises par les théâtres canadiens. Avec l’avènement de la télévision, le second représentant percevait également les droits négociés avec les chaînes québécoises pour la diffusion de séries, films et téléfilms français. 
Jusqu’en 1982, les contacts avec les auteurs québécois et les organismes syndicaux dont ils étaient membres étaient pratiquement inexistants.
L’augmentation du volume d’œuvres québécoises vendues dans les pays francophones où la SACD était présente ayant considérablement augmenté, de nombreux auteurs québécois ont alors découvert le système de rémunération dont bénéficiaient leurs confrères européens. Ils ont également appris l’existence de la SACD à Montréal et ils lui ont demandé d’étendre son intervention au Canada également aux œuvres des auteurs québécois. 
C’est en 1987 que la SACD-Canada a été créée et que le premier Comité canadien des auteurs a été constitué. Le réalisateur et scénariste Gilles Carle l’a présidé jusqu’en 1992, puis il a été élu président d’honneur de la SACD-Canada.
Le Comité canadien des auteurs, qui décide notamment de la politique de la SACD au Canada, est composé de douze membres qui représentent tous les secteurs de la profession, télévision, cinéma, danse, théâtre, radio.
Depuis 1987, le Comité des auteurs a été présidé par Gilles Carle, Marcel Beaulieu, Luc Dionne, Robert Favreau, Émile Gaudreault, Patrice Sauvé. La SACD-Canada est dirigée par Élisabeth Schlittler. 
La SACD-Canada est membre de la Coalition pour la diversité des expressions culturelles. 

## Activités de la SACD-Canada
Principalement, la SACD-Canada :
- gère collectivement le répertoire audiovisuel
- administre individuellement le répertoire scénique
- participe à des consultations gouvernementales[1],[2]
- négocie, perçoit, répartit les droits aux membres[3]
- a un rôle de conseiller auprès des auteurs[4]
- offre un service de dépôt de texte aux auteurs membres ou non d’œuvres à caractère  dramatique/fiction
- s’investit dans la création québécoise par son volet d’action culturelle :

- Les  Bourses SACD sont des aides ponctuelles, des « bougies d’allumage » qui permettent au projet d’un auteur, de franchir une étape particulière (conception, développement, réalisation, recherche de partenariat).

En moyenne, la SACD accorde une dizaine de Bourses par année. 
- L’atelier Un projet, trois feed-back donne l’occasion à un créateur d’œuvre dramatique/fiction, membre ou non de la SACD, de passer une demi-journée avec trois auteurs d’expérience, mais de discipline différente de la sienne, qui discuteront avec lui du projet soumis.

Quatre ateliers annuels sont proposés aux auteurs d’œuvres correspondant au répertoire de la SACD.
- L’Atelier Grand Nord, atelier d’écriture cinématographique créé en 2004, bénéficie d’une aide de la SACD-Canada.
- Le Concours d’écriture - Le théâtre jeune public et la relève reçoit aussi une aide de la SACD-Canada depuis plusieurs années.

## Bibliothèque virtuelle Gilles-Carle
La Bibliothèque virtuelle Gilles-Carle a été créée pour permettre aux enseignants, étudiants, comédiens, chercheurs, de travailler avec des textes du patrimoine audiovisuel québécois.
Les auteurs qui souhaitent donner une deuxième vie à leurs scénarios peuvent les déposer dans la Bibliothèque virtuelle Gilles-Carle aux conditions décrites sur le site.